# Grand Prix automobile d'Argentine
 (signalé en juillet 2025).
Si vous disposez d'ouvrages ou d'articles de référence ou si vous connaissez des sites web de qualité traitant du thème abordé ici, merci de compléter l'article en donnant les références utiles à sa vérifiabilité et en les liant à la section « Notes et références ».
- Archive Wikiwix
- Bing
- Cairn
- DuckDuckGo
- E. Universalis
- Gallica
- Google
- G. Books
- G. News
- G. Scholar
- Persée
- Qwant
- (zh) Baidu
- (ru) Yandex
- (wd) trouver des œuvres sur Wikidata

Le Grand Prix d'Argentine fut programmé pour la première fois en 1953. Dans les années 1950, l'idole du pays Juan Manuel Fangio s'y imposa à quatre reprises (record de victoires sur ce circuit). Depuis sa création, ce circuit fut régulièrement retenu dans le calendrier de la FIA, mais plus depuis 1998 car des problèmes financiers ne permirent pas de mettre aux nouvelles normes de sécurité le circuit qui s'est ainsi vu retirer son agrément FIA pour l'organisation de courses de Formule 1 en 1998 malgré la volonté locale d'en organiser de nouveau dans les années à venir.

## Les différentes configurations utilisées

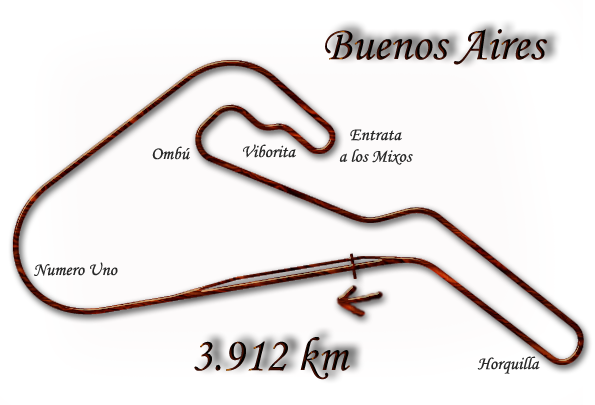
N°2 : 1953-1960
N°9 : 1971-1973
N°15 : 1974-1981
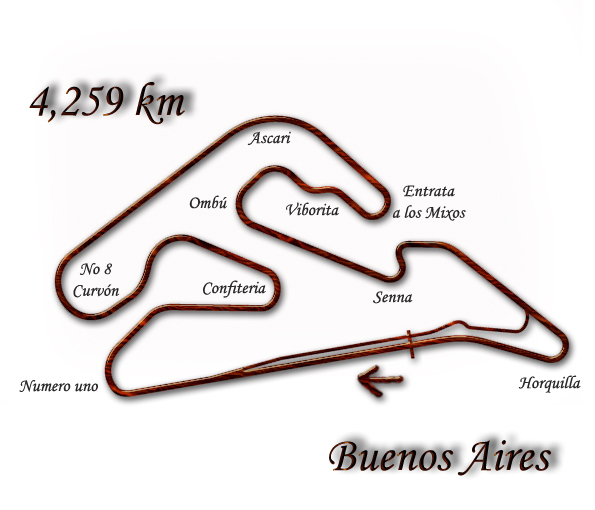
N°6 : 1995-1998

## Palmarès

### Par année
L'édition 1971 du Grand Prix (indication en rose) ne comptait pas pour le Championnat du Monde de Formule 1
| Année     | Vainqueur                      | Voiture          | Circuit      | Résultats |
| 1953      | Alberto Ascari                 | Ferrari          | Buenos Aires | Résultats |
| 1954      | Juan Manuel Fangio             | Maserati         | Buenos Aires | Résultats |
| 1955      | Juan Manuel Fangio             | Daimler-Benz     | Buenos Aires | Résultats |
| 1956      | Juan Manuel Fangio Luigi Musso | Ferrari          | Buenos Aires | Résultats |
| 1957      | Juan Manuel Fangio             | Maserati         | Buenos Aires | Résultats |
| 1958      | Stirling Moss                  | Cooper-Climax    | Buenos Aires | Résultats |
| 1959      | Non couru                      | Non couru        | Non couru    | Non couru |
| 1960      | Bruce McLaren                  | Cooper-Climax    | Buenos Aires | Résultats |
| 1961-1970 | Non couru                      | Non couru        | Non couru    | Non couru |
| 1971      | Chris Amon                     | Matra            | Buenos Aires | Résultats |
| 1972      | Jackie Stewart                 | Tyrrell-Ford     | Buenos Aires | Résultats |
| 1973      | Emerson Fittipaldi             | Lotus-Ford       | Buenos Aires | Résultats |
| 1974      | Denny Hulme                    | McLaren-Ford     | Buenos Aires | Résultats |
| 1975      | Emerson Fittipaldi             | McLaren-Ford     | Buenos Aires | Résultats |
| 1976      | Non couru                      | Non couru        | Non couru    | Non couru |
| 1977      | Jody Scheckter                 | Wolf-Ford        | Buenos Aires | Résultats |
| 1978      | Mario Andretti                 | Lotus-Ford       | Buenos Aires | Résultats |
| 1979      | Jacques Laffite                | Ligier-Ford      | Buenos Aires | Résultats |
| 1980      | Alan Jones                     | Williams-Ford    | Buenos Aires | Résultats |
| 1981      | Nelson Piquet                  | Brabham-Ford     | Buenos Aires | Résultats |
| 1982-1994 | Non couru                      | Non couru        | Non couru    | Non couru |
| 1995      | Damon Hill                     | Williams-Renault | Buenos Aires | Résultats |
| 1996      | Damon Hill                     | Williams-Renault | Buenos Aires | Résultats |
| 1997      | Jacques Villeneuve             | Williams-Renault | Buenos Aires | Résultats |
| 1998      | Michael Schumacher             | Ferrari          | Buenos Aires | Résultats |

### Par nombre de victoires pilotes
| Nombre de victoires | Pilote             | Années                 |
| ------------------- | ------------------ | ---------------------- |
| 4                   | Juan Manuel Fangio | 1954, 1955, 1956, 1957 |
| 2                   | Emerson Fittipaldi | 1973, 1975             |
| 2                   | Damon Hill         | 1995, 1996             |

| Pos. | Nation           | Victoires |
| ---- | ---------------- | --------- |
| 1er  | Royaume-Uni      | 4         |
| 2e   | Argentine        | 3,5       |
| 3e   | Nouvelle-Zélande | 3         |
| 3e   | Brésil           | 3         |
| 5e   | Italie           | 1,5       |

### Par nombre de victoires constructeurs
| Nombre de victoires | Écurie   | Années                 |
| ------------------- | -------- | ---------------------- |
| 4                   | Williams | 1980, 1995, 1996, 1997 |
| 3                   | Ferrari  | 1953, 1956, 1998       |
| 2                   | Maserati | 1954, 1957             |
| 2                   | Cooper   | 1958, 1960             |
| 2                   | McLaren  | 1974, 1975             |
| 2                   | Lotus    | 1973, 1978             |

| Pos. | Nation      | Victoires |
| ---- | ----------- | --------- |
| 1er  | Royaume-Uni | 12        |
| 2e   | Italie      | 5         |
| 3e   | France      | 2         |
| 4e   | Allemagne   | 1         |
| 4e   | Canada      | 1         |